# Moissac
Moissac là một xã trong vùng Occitanie, thuộc tỉnh Tarn-et-Garonne, quận Castelsarrasin, chef-lieu của 2 tổng. Tọa độ địa lý của xã là 44° 06' vĩ độ bắc, 01° 05' kinh độ đông. Moissac nằm trên độ cao trung bình là 76 mét trên mực nước biển, có điểm thấp nhất là 59 mét và điểm cao nhất là 199 mét. Xã có diện tích 85,95 km², dân số vào thời điểm 1999 là 12.321 người; mật độ dân số là 143 người/km².

## Thông tin nhân khẩu
| 1962   | 1968   | 1975   | 1982   | 1990   | 1999   |
| ------ | ------ | ------ | ------ | ------ | ------ |
| 10 274 | 11 856 | 11 826 | 11 184 | 11 971 | 12 321 |

## Địa điểm tham quan
- Tu viện Saint-Pierre (Moissac)